# ジョバンニ (サカノウエヨースケの曲)
「ジョバンニ」は、サカノウエヨースケの通算3枚目のシングル。2001年7月18日にアンティノスレコードよりリリース。

## 解説
前作「春風〜金色の匂いが僕らをつつんだ日曜日〜」より約4ヵ月後のリリース。「ジョバンニ」はテレビ朝日系「Matthew's Best Hit TV」エンディングテーマに起用された。収録曲はすべて1枚目のアルバム『TOY』に収録された。

## 収録曲
1. ジョバンニ
  - 作詞・作曲：サカノウエヨースケ、編曲：浅倉大介
  - テレビ朝日系「Matthew's Best Hit TV」エンディングテーマ
2. 透明な色をした世界中の恋人達へ
  - 作詞・作曲：サカノウエヨースケ、編曲：E's arm
3. ジョバンニ (オリジナルサウンドトラック)